# 베를린 전승기념탑

베를린 전승기념탑

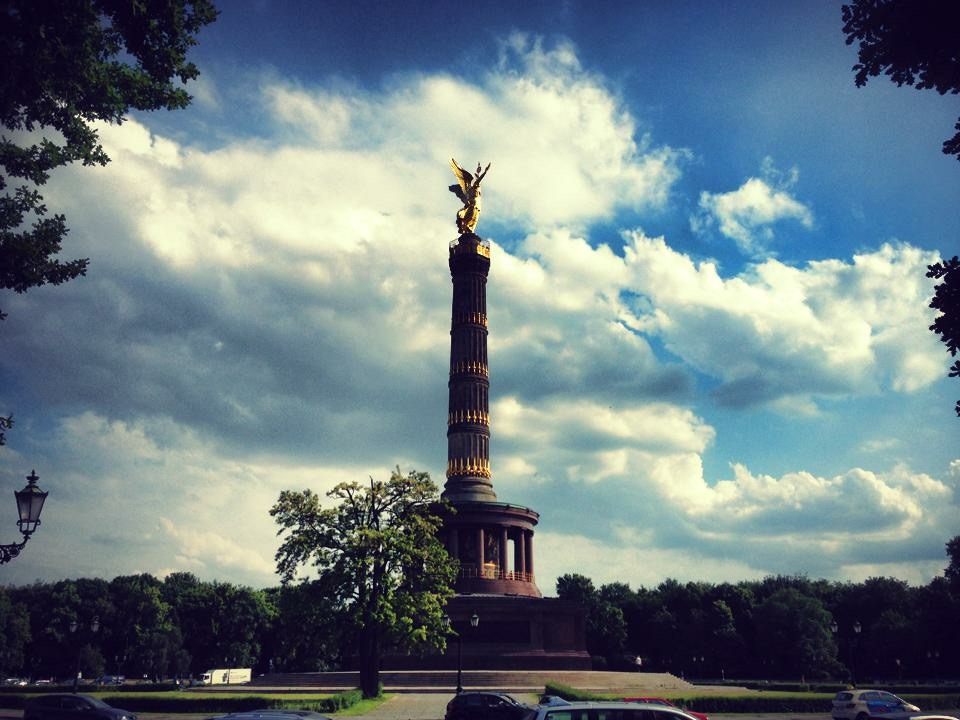
베를린 전승기념탑

베를린 전승기념탑(독일어: Berliner Siegessäule)은 독일 베를린 티어가르텐 중앙부에 우뚝 솟아 있는 높이 67미터의 석조 탑이다. 탑의 꼭대기에는 금색의 승리의 여신 빅토리아가 서있다.
프로이센 왕국의 제2차 슐레스비히 전쟁 승리를 기념하여 1864년에 건설이 시작되어 1872년에 완성되었다. 그 뒤에 프로이센이 프로이센-오스트리아 전쟁(1866년), 프로이센-프랑스 전쟁(1870년 - 1871년)에서도 승리하면서 이러한 전승도 공경하는 건축물이 되었다. 탑 내부는 정상의 전망대에 통하는 285개의 나선형 계단이 설치되어 있다. 당초 국가의회 의사당 앞 광장에 세워져 있었지만, 베를린을 세계 수도로 개조하려는 아돌프 히틀러의 게르마니아 계획의 실시에 앞서 1939년에 현재의 위치로 이전되었다.
제2차 세계 대전 때, 베를린 시가전에서 병사들이 여기에 틀어 박혀 싸웠다. 광장 돌에 큰 탄 흔적이 남아 탑 자체에도 곳곳에 크고 작은 총격과 포격에 의한 탄흔이 있다.